# Enoh Peter Ayuk
Enoh Peter Ayuk, né le 5 juillet 1959 dans le département de la Manyu de la région du Sud-Ouest du Cameroun, est un ingénieur environnementaliste camerounais. Il est Président du Conseil d'Administration de l'Observatoire national des changements climatiques (ONACC).

## Biographie

### Enfance, formation et débuts
Enoh Peter Ayuk naît le 5 juillet 1959 dans la Manyu, région du Sud-Ouest. Il est titulaire d’un Post-Graduate Diploma et d’un Master of Science in environnemental engineering.

### Carrière
Enoh Peter Ayuk fait carrière tour à tour aux ministères des mines, de l’eau et de l’énergie, de l’environnement et des forêts. Il est Directeur des Normes et du Contrôle au Ministère de l'Environnement, de la Protection de la Nature et du Développement Durable au Cameroun. Il y est point Focal SAICM. En parallèle, il conduit de nombreuses études  et occupé de très nombreuses responsabilités dans le domaine environnemental à l’échelle nationale et internationale.
Le décret 2019/372 du 11 juillet 2019 le place Président du Conseil d'Administration de l'Observatoire National sur les Changements Climatiques. Il remplace à ce poste Wouamane Mbele,.

### Activisme
Enoh Peter Ayuk accompagne et soutient le gouvernement camerounais dans sa lutte contre les emballages non biodégradables.